# مبارک‌آباد (هرسین)
مبارک‌آباد یا سگاز مبارک‌آباد روستایی در دهستان چم چمال بخش بیستون شهرستان هرسین استان کرمانشاه ایران است.

## جمعیت
بر پایه سرشماری عمومی نفوس و مسکن در سال ۱۳۹۵ جمعیت این روستا ۴۱۰ نفر (۱۱۴خانوار) بوده‌است.